# Peixeres del riu Ondara
Peixeres del riu Ondara és una obra de Cervera (Segarra) protegida com a Bé Cultural d'Interès Local.

## Descripció
Actualment resten dempeus, si bé cobertes de vegetació i en desús, dues peixeres al llarg del riu Ondara en el seu pas per Cervera: l'una prop de Sant Pere el Gros, en direcció a la Curullada -i que depenia probablement de la proximitat del molí del Grau-, i l'altra corresponent al molí de Fiol. Estan plenes de canyissos, saücs, jonces i freixes autòctons de la riba del riu.